# 합천 영암사지 쌍사자 석등
합천 영암사지 쌍사자 석등(陜川 靈岩寺址 雙獅子 石燈)은 대한민국 경상남도 합천군 영암사지에 있는, 남북국 시대 9세기 신라의 석등이다. 1963년 1월 21일 대한민국의 보물 제353호로 지정되어 있다.

## 개요
영암사터에 세워진 통일신라시대의 석등으로, 1933년경 일본인들이 불법으로 가져가려는 것을 마을 사람들이 막아 면사무소에 보관하였다가 1959년 절터에 암자를 세우고 원래의 자리로 옮겨 놓았다.
석등은 일반적으로 불을 밝혀두는 화사석(火舍石)을 중심으로 하여, 아래로는 이를 받치기 위한 3단의 받침을 두고, 위로는 지붕돌을 얹었다. 이 석등은 사자를 배치한 가운데받침돌을 제외한 각 부분이 모두 통일신라시대의 기본형태인 8각으로 이루어져 있다.
아래받침돌에는 연꽃모양이 조각되었고 그 위로 사자 두 마리가 가슴을 맞대고 서 있다. 사자의 뒷발은 아래받침돌을 딛고 있으며, 앞발은 들어서 윗받침돌을 받들었다. 머리는 위로 향하고 갈퀴와 꼬리, 근육 등의 표현이 사실적이다. 화사석은 4면에 창이 있고 다른 4면에는 사천왕상(四天王像)이 조각되었다. 사천왕은 불교의 법을 지키는 신으로 당시 호국사상의 목적아래 많이 나타나게 되었다. 지붕돌은 8각으로 얇고 평평하며, 여덟 곳의 귀퉁이마다 자그마한 꽃조각이 솟아있다.
각 부분의 양식이나 조각으로 보아 통일신라 전성기에 비해 다소 형식화된 면을 보이고 있어 통일신라 후기인 9세기에 만들어진 것으로 여겨지며, 보은 법주사 쌍사자 석등(국보 제5호)과 견줄 수 있는 걸작이라 할 수 있다.

## 같이 보기
- 합천 영암사지 - 사적 제131호